# 银色腔吻鳕
银色腔吻鳕（学名：Coelorhynchus argetatus）为长尾鳕科腔吻鳕属的鱼类。分布于菲律宾吕宋岛西南、棉兰老岛达沃湾和乐岛及塔威塔威群岛、印度尼西亚的卡伊群岛、澳大利亚西北部外海、在非洲南端海区以及南中国海东部等，属于水深85-582米的远洋底层海鱼。该物种的模式产地在苏禄海南部和乐岛。